# Stein (pommersches Adelsgeschlecht)

Wappen derer von Stein aus Pommern

Stein, auch Stain, Staine, Steen und Steene, ist der Name eines erloschenen pommerschen Adelsgeschlechts.

## Geschichte
Das alte pommersche Adelsgeschlecht war noch um 1618 in Bietegast auf der Insel Rügen, in Siegelkow im Fürstentum Cammin in Hinterpommern sowie in Spiegelsdorf bei Greifswald in Vorpommern ansässig gewesen.  Zur Zeit Bogislaw X. lebte um 1496 Hennicke v. Stein in  Pommern.  Dessen Urenkel, Arend v. Stein auf Ziggelow (Siegelkow), litt nach einer schweren Kopfverletzung, die er sich durch einen Sturz zugezogen hatte, an Bewusstseinsstörungen, die bewirkten, dass er orientierungslos umherirren musste. Er starb um die Mitte des 17. Jahrhunderts zu Sissow auf Rügen, und mit ihm erlosch der Familienstamm.

## Wappen
In Silber ein roter, gestufter Eckstein, dessen vier Ecken mit grünen Kleeblättern besteckt sind und in welchem ein Eberzahn liegt.

## Namensträger
- Hennicke von Stein, lebte um 1496
- Arend von Stein, starb um die Mitte des 17. Jahrhunderts